# Veľké Kapušany
Veľké Kapušany é uma cidade da Eslováquia, situada no distrito de Michalovce, na região de Košice. Tem 29,62 km² de área e sua população em 2018 foi estimada em 8.862 habitantes.

## Demografia
| Ano:        | 1994 | 2004   | 2014   | 2024   |
| ----------- | ---- | ------ | ------ | ------ |
| Broj ljudi: | 9786 | 9536   | 9235   | 8347   |
| Razlika:    |      | -2,55% | -3,15% | -9,61% |

| Ano:               | 2023 | 2024   |
| ------------------ | ---- | ------ |
| Número de pessoas: | 8479 | 8347   |
| Diferença:         |      | -1,55% |